# 六角家
六角家（ろっかくけ）は、日本の家。著名な家に次のものがある。
1. 藤原北家中御門流園家庶流の公家の羽林家、華族の子爵家（→公家・華族の六角家）。
2. 藤原北家日野流烏丸家庶流の武家（江戸幕府高家）、士族家（→高家・士族の六角家）。

## 公家・華族の六角家

### 公家
中御門流園家の園基福の養子である右近衛少将波多基維（葉川従三位基起の三男）を初代として江戸時代に成立。
2代益通は、権中納言園基量の四男で、基維の養子として波多家を継いだが、元禄13年に霊元院の仰せで家名を波多から六角に改めている。これについて実父の日記『基量卿記』には、波多（はた）の称は「なみた」と混同されるし、園基顕の一男基兼が波多中将と称されていたが、一代で絶家していたり、先代の波多基維も早世したりと、縁起のいい苗字ではないので、改めたい旨を院司をもって言上し、霊元院の許しを得たという経緯が記されている。
益通は従二位参議まで登り、以降これが六角家の家例となる。
公家としての家格は羽林家、新家、外様。江戸期の石高は蔵米30石3人扶持。菩提寺は松林院。

### 華族
明治維新期の当主は能通（正三位右近衛中将）だが、明治元年9月1日に死去。息子の博通が家督を相続した。博通は有職、本草などに通じた。
明治2年（1869年）6月17日の行政官達で公家と大名家が統合されて華族制度が成立すると博通も公家として華族に列した。明治維新後に定められた六角家の家禄は、現米で254石1斗。
明治9年8月5日の金禄公債証書発行条例に基づき家禄と引き換えに支給された金禄公債の額は9212円41銭5厘（華族受給者中411位）。
明治前期の博通の住居は京都府上京区毘沙門町にあった。
明治17年（1884年）7月7日の華族令の施行で華族が五爵制になると、同8日に大納言直任の例がない旧堂上家として博通は子爵に叙せられた。
明治33年6月19日に博通が死去すると玄通が爵位と家督を相続。玄通が明治40年9月22日に死去すると英通が爵位と家督を相続。英通は工学博士号を持ち、逓信省官僚、東北大学教授、相模工業大学校長などを務めた。
昭和前期の六角子爵家の住居は東京市中野区氷川町にあった。

## 高家・士族の六角家
後水尾天皇の第3皇子・守澄法親王が日光山輪王寺門跡となった際、東国下向に随従した烏丸光広の次男・広賢はそのまま京都に戻らず、後に江戸幕府に仕えて高家に列した際に六角院（ろっかくいん）と名乗った。そして、その子孫がこれを略して六角の家名を名乗るようになった。幕末に所領のあった下野国内で圧制を強いて、田中正造ら地元住民に激しく抵抗されたことでも知られている。
旗本としての家禄は2000石だった。
明治維新後、他の高家や交代寄合と同様に朝廷に早期帰順して本領を安堵され朝臣に転じ、高家として中大夫席に列した。明治2年（1869年）12日に中大夫以下の称号が廃されると東京府貫属士族に編入された。
1884年（明治17年）に施行された華族令で華族が五爵制になった際に定められた『叙爵内規』の前の案である『華族令』案や同所収『叙爵規則』案（明治11年か明治12年頃の作成と推定される。『爵位発行順序』所収）では元・高家が男爵に含まれており、六角家も男爵家の候補として挙げられていたが、最終的な『叙爵内規』では高家は一律対象外となったため結局、日野流六角家は士族のままだった。

## 系譜
実線は実子、点線（縦）は養子。